# Sjöbevakningen (Sverige)
Sjöbevakningen är en svensk militär organisation inom marinen som övervakar Sveriges kust.
Sjöbevakningscentraler eller Sjöcentraler finns idag på tre platser i Sverige. Dessa är fördelade på två Sjöinfokompanier samt en samverkansenhet som leds av Sjöinfobataljonen, placerad i Stockholm. Sjöinfobataljonen är personellt underställd Marinbasen i Karlskrona.
Sjöbevakningens uppgifter är bland annat att
- övervaka det svenska sjöterritoriet
- stödja de marina förbanden och
- med tilldelade resurser delta i sjöräddningsuppdrag som stöd åt Sjö- och flygräddningscentralen (JRCC).

Sjöbevakningscentraler finns i Göteborg och på Muskö. Samverkanscentralen ligger i Visby. Dessa ansvarar för havsövervakningen längs hela den svenska kusten. Marinens taktiska stab leder rikets sjöbevakningscentraler (sjöcentraler) taktiskt.
Ny teknik och besparingar gör att man kommer att minska antalet centraler i framtiden. 
Sjöinfokompani Härnösand lades ner 2008-12-31, Malmö och Visby 2010-03-31, samt Karlskrona 2010-11-15.
Sjöbevakningen är i enlighet med SFS 2000:555 §4 pkt.5 i fredstid ansvarig för att samla in, bearbeta och lämna Kustbevakningen sjölägesinformation sammanställd för civila behov.